# Yacimiento de Los Saladares
Los Saladares es un yacimiento arqueológico, declarado Bien de Interés Cultural (B.I.C.), situado en un cerro de tres colinas en la falda de la Sierra de Hurchillo, casi en el límite de la partida rural de Los Desamparados con el de Arneva, ambas pedanías de Orihuela, ciudad del sur de la Provincia de Alicante, en la Comunidad Valenciana, España.
Abarca una amplia cronología, entre los siglos IX y IV a. C. En él se encontraron restos de pobladores desde la Cultura argárica hasta la ibérica, suponiendo uno de los primeros poblados del municipio de Orihuela junto con el Poblado ibérico de San Antón y el Poblado ibérico del Seminario.
Este yacimiento arqueológico fue encontrado en el año 1968, a finales del mes de mayo: por casualidad unos "chiquillos" al venir de jugar un partido de fútbol.
Las primeras excavaciones de Los Saladares se llevaron a cabo en la primavera de 1972 por Don Oswaldo Arteaga y María R. Serna, tomando parte en las labores de campo. D. Vicente López Rayos, el joven descubridor y vecino de Desamparados y Doña Carmen Espinoza, que actuaron como asistentes en el lavado, numeración, dibujo y catalogación de los hallazgos. Para ello se construyó un pequeño almacén en el mismo terreno. Rafael Lledó tuvo a su cargo la parte fotográfica, mientras que Manuel Soler colaboró en varios aspectos de la topografía y planimetría de los cortes y catas efectuados.
Durante las excavaciones visitaron los trabajos el entonces alcalde de Orihuela D. Pedro Cartagena Bueno, además de varios directores de museos arqueológicos provinciales y comarcales de la zona.